# Guillaume Fournier
Pour les articles homonymes, voir Fournier.
 (août 2025).
Guillaume Fournier, né le 13 juin 1968, est un traducteur français de nombreux jeux de rôles ainsi que de nombreux romans anglophones.

## Carrière
Sa carrière dans le jeu débute par des menues traductions jusqu'à devenir le traducteur officiel en français du jeu Shadowrun, il est alors souvent engagé par Jeux Descartes. Il traduit notamment de 1992 à 2005 les jeux Shadowrun, Rhoan et RuneQuest. Il finit par abandonner la traduction de jeux pour se consacrer uniquement à la traduction de romans, bien que sa première passion l'ait fait vivre pendant 10 ans.
Il traduit des romans anglophones depuis 1991 et continue d'en traduire, d'abord des romans de tout genre, puis en se spécialisant dans les romans pour la jeunesse chez Bayard et Pocket.
Guillaume Fournier est depuis 2007 le traducteur de best-sellers chez Pocket :
- Série Hunger Games de Suzanne Collins
- Série Téméraire de Naomi Novik
- Série Uglies de Scott Westerfeld
- Série L'Épreuve de James Dashner